# Стів (Minecraft)
Стів (англ. Steve) — ігровий персонаж із серії відеоігор Minecraft. Є головним персонажем цієї гри, за якого грає гравець. Створений шведським програмістом Маркусом Персоном, вперше з'явився 17 травня 2009 року. Є одним з дев'яти скінів, що доступні у сучасній версії Minecraft.,Алекс-другий персонаж за якого може грати гравець,був вперше представлен у серпні 2014 року.

## Опис
Стів належить до європеоїдної раси. Його текстура відповідає зовнішньому вигляду світу в Minecraft: вона піксельна. Усі його частини тіла (дві ноги, дві руки, голова і тулуб) мають форму паралелепіпеда. За замовчуванням має темно-фіолетові очі й коричневе волосся, носить синю футболку і джинсові штани. У Minecraft: Bedrock edition його зовнішній вигляд можна змінювати. У старих версіях мав коричневу бороду. Офіційний зріст Стіва — 6 футів 2 дюйми, що дорівнює 187,96 см.
Спочатку Стів був єдиним скіном, який міг використовувати гравець, але 2014 року в Minecraft додали жіночий скін — Алекс. В залежності від версії є шанс з'явитися у новому світі зі скіном Стіва або Алекс. У 2022 році було додано ще декілька стандартних скінів: Нур, Санні, Арі, Зурі, Макена, Кай і Ефе.
Традиційно вважається, що Стів належить до чоловічої статі, але Маркус Персон говорив, що у Minecraft немає поняття статі.

## Херобрін
Херобрін (англ. Herobrine) — крипіпаста про Minecraft, заснована на образі Стіва. Вона виникла на форумі 4chan і була створена на основі нібито справжнього скріншоту, на якому зображений Херобрін. Ця істота являє собою модель Стіва з повністю білими очима без райдужної оболонки й кришталика. Після публікації скріншоту багато користувачів намагалися знайти його і говорили, що справді його бачили; а деякі вигадали історії, що нібито Херобрін — це привид померлого шахтаря або брат Нотча. Вважається, що він спостерігає за гравцем з низькою дальністю зображення. Ця перша крипіпаста про Minecraft, що дала початок усим іншим. Персонаж досі залишається популярним, не зважаючи на те, що з'явився більше 10 років тому; а також є найвідомішою крипіпастою про Minecraft. Цікаво, що розробники гри часто жартували з приводу персонажа, додаючи в описи деяких оновлень пункт «Херобріна видалено».